# Cassandra Lang
Pour les articles homonymes, voir Lang.
Cassandra « Cassie » Lang est un personnage de fiction de l'univers de Marvel Comics. Elle est la fille de Scott Lang, alias Ant-Man. Elle a été créée par David Michelinie et John Byrne et apparait pour la première fois dans Marvel Premiere #47 en avril 1979. À partir du n°6 de Young Avengers en 2005, elle porte le pseudonyme de Stature.
Dans l'Univers cinématographique Marvel, plusieurs actrices jouent le rôle de Cassie Lang : Abby Ryder Fortson l'interprète enfant dans Ant-Man et sa suite, Ant-Man et la Guêpe. Elle apparait adulte sous les traits d'Emma Fuhrmann dans Avengers : Endgame, laquelle est remplacée par Kathryn Newton pour Ant-Man and the Wasp: Quantumania.

## Biographie fictive
Cassandra Eleanore Lang est la fille de Scott Lang (le second Ant-Man) et Peggy Rae. Lorsque sa mère quitte le domicile conjugal, Cassie se retrouve seule avec son père. Pour continuer à offrir une belle vie à sa fille, Scott ne peut pas compter sur son simple salaire de technicien. Il commet alors plusieurs cambriolages. Alors qu'elle n'a que 4 ans, son père est incarcéré à Rikers Island pour 5 ans. Cassie va alors vivre chez sa tante Ruth et son oncle Carl.
À sa sortie de prison, Scott décroche un emploi chez Stark Industries et retrouve la garde de sa fille. Malheureusement, quelques jours plus tard, alors âgée de 9 ans, Cassie fait un malaise et est hospitalisée. On lui diagnostique alors une maladie congénitale cardiaque. Une opération à cœur ouvert est alors nécessaire sinon la petite fille décèdera dans quelques mois. Scott essaye alors contacter le Dr. Erica Sondheim, une éminente cardiologue et chirurgienne. Mais Sondheim a été enlevée par l’homme d'affaires Darren Cross, souffrant lui aussi de problèmes cardiaques. Ne parvenant pas à localiser Sondheim et Cross, Scott Lang dérobe l’équipement d’Ant-Man de Henry « Hank » Pym, pour s’infiltrer dans la clinique privée de Cross. Après un affrontement, Darren Cross meurt d’un arrêt cardiaque. Scott libère la chirurgienne qui peut ainsi opérer Cassie, qui sera complètement guérie. Après l’opération, Scott est contacté par Hank Pym, qui lui conseille de conserver l’uniforme pour combattre le crime.
Scott reprend ensuite son travail chez Stark Industries et s'installe avec sa fille dans une modeste maison dans le comté de Nassau. Scott endosse parfois le costume d'Ant-Man et collabore notamment avec Spider-Man et les Avengers. Il préfère cependant cacher cette double vie de super-héros à sa fille. Mais Cassie le découvre rapidement. Fan de super-héros, elle idolâtre son père, qui est devenu membre des Vengeurs. Elle côtoie de nombreux super-héros et appelle même Tony Stark « oncle ». Lorsque Stark Industries est rachetée par Obadiah Stane, Scott quitte son poste et part avec Cassie s’installer à Chula Vista en Californie. Scott y crée sa propre société d’électronique : ElectroLang, Inc.
Lorsque Cassie a 11 ans, elle se rend avec son père à New York pour qu'il puisse travailler avec les Quatre Fantastiques. Ils s'installent au Four Freedom’s Plaza. Alors que Scott devient petit à petit un membre des Quatre Fantastiques, Cassie se lie avec Kristoff Vernardt, un garçon de 12 ans, possédant des implants et des connaissances du Docteur Fatalis.
Scott et Cassie quittent ensuite le Four Freedom’s Plaza. Scott va alors travailler chez Oracle Inc. avec les Héros à louer (Heroes for Hire ou H4H en anglais) menés par Jim Hammond, la première Torche humaine. Cassie lui rend souvent visite et y vit de nombreuses aventures. Un jour, elle active par accident le Super-adaptoïde qui l'absorbe. Les Héros à louer parviennent cependant à vaincre Super-adaptoïde. Cassie les aide ensuite à affronter Le Maître. Scott et sa fille quittent Oracle Inc. et reprennent leur vie de famille.
Si Cassie prend de plus en plus goût à l'aventure, sa mère Peggy désapprouve totalement et en veut beaucoup à son ex-mari. Elle engage alors une procédure pour obtenir la garde de sa fille. Le juge des affaires familiales décide que les activités de super-héros de Scott Lang sont dangereuses pour la petite fille. Peggy obtient alors la garde et Scott n'a qu’un droit de visite pour le week-end. Scott intègre alors officiellement les Avengers comme Ant-Man. Cassandra part alors vivre avec sa mère et son beau-père, Blake Burdick, membre de la police de New York. Cela ne protège pas pour autant Cassie, qui est enlevée par le tueur Charles Cooley. Elle sera finalement sauvée par son père et par le Valet de cœur. Mais Cassandra retourne quand même vivre avec les Burdick. Les relations avec son beau-père sont très tendues, d'autant plus qu'en tant qu'officier de police, ce dernier est farouchement opposé aux super-héros. Cassie continuera cependant de rendre visite à son père, jusqu'à la mort de ce dernier, tué au manoir des vengeurs par une Sorcière rouge en pleine démence,.
Alors âgée de 14 ans, Cassie se replie alors sur elle-même et en veut énormément à son beau-père, incapable de comprendre ce qu'elle et Scott faisaient. Cassie décide alors de partir pour Los Angeles et se joint à l'équipe des Fugitifs (Runaways en VO). Après avoir vu une publicité à la télévision, elle rejoint finalement les Young Avengers,.

### Young Avengers
Cassie rejoint ainsi cette équipe de jeunes vengeurs, fondée à la suite de la dissolution des Vengeurs. Le corps en pièces détachées de la Vision avait été conservé par Iron Man et retrouvé par Iron Lad (version jeune de Kang, ancien ennemi des Vengeurs). Il semble que la Vision avait prévu, comme une sorte de programme de sauvegarde ou de sécurité, de former une nouvelle équipe de Vengeurs en cas de disparition de la première et avait pour cela enregistré toutes les informations sur de potentiels nouveaux membres. Après un affrontement au cours duquel Iron Lad se bat contre sa version adulte, Kang, le jeune homme rejoint son époque tandis que les Vengeurs restants – Captain America et Iron Man – menacent d’arrêter les jeunes vengeurs s’ils continuent à jouer les héros. Ceux-ci ne tiennent pas compte de cet avertissement. Cassie adopte le pseudonyme de Stature.
Cassie tente de cacher sa vie de super-héroïne à sa mère et son beau-père, bien qu'ils soient quasiment sûrs que Cassie est bel et bien Stature. Jessica Jones le confirmera ensuite à la mère de Cassie. Sa mère ne dit rien à son mari mais s'inquiète pour sa fille, en raison des problèmes au cœur qu'elle a eu étant enfant.

### Civil War
Dans les évènements de Civil War, elle se joint avec les jeunes vengeurs au camp de Captain America qui est opposé à la Loi de recensement des Sur-Hommes. Cette loi impose à toute personne possédant un super-pouvoir ou qui porte un masque dans le but de protéger les citoyens des super-vilains de s’inscrire à un registre officiel et de révéler son identité secrète auprès des autorités, afin que celles-ci puissent encadrer et contrôler ses activités. Les jeunes vengeurs restent alors cachés et Nick Fury leur fournit de nouvelle identités. Après la mort de plusieurs de ses amis, elle décide de quitter le camp de Captain America et de se faire finalement enregistrer. Elle explique alors préférer combattre de « vrais » super-vilains plutôt que de combattre des policiers et d'autres héros.

### L'Initiative
Cassie rejoint ensuite L'Initiative comme stagiaire. Comme certains autres membres (Dusk, Tigra, Silverclaw ou Araña), elle est prise au piège par le Maître de marionnettes. Ils doivent combattre Miss Marvel mais cette dernière casse le contrôle d'esprit du Maître.
Au Camp Hammond, centre d'entrainement de l'Initiative, Cassie croise Eric O'Grady, le successeur de son père dans le costume d'Ant-Man. Elle entend alors O'Grady faire des remarques désobligeantes sur Scott Lang. Furieuse, elle prend alors sa taille maximale en quelques instants et menace d'attaquer O’Grady avant d'être stoppée juste à temps par Henry Pym (en réalité un Skrull qui se fait passer pour lui) et le Maître de Corvée.
Cassie reçoit ensuite la visite de la Vision, ayant pris l’apparence de Tony Stark. La Vision lui avoue alors ses sentiments envers elle, espérant qu’ils soient réciproques. Cassie est indécise. Ils sont alors attaqués par des agents de l’AIM qui veulent le corps de la Vision. Cassie et la Vision s'en sortent finalement et elle retourne à Camp Hammond.
Durant un combat contre Super-Body, Cassie blesse accidentellement Blake, son beau-père. Très choquée, elle commence alors à réduire inconsciemment sa taille, au point de quasiment disparaitre. Elle est cependant ramenée à la raison par ses anciens coéquipiers des Young Avengers. Ils l'aident à accepter ses responsabilités ainsi que les risques d'une carrière de super-héros. Cassie admet par ailleurs que Blake Burdick connait également les risques de son travail de policier,. 

### Secret Invasion
Durant l'invasion des Skrulls, Cassie et les autres héros de l’Initiative vont combattre les extra-terrestres à New York. Elle y retrouve brièvement ses coéquipiers des Young Avengers ainsi que les Fugitifs qui affrontent les Skrulls voulant tuer Hulkling.

### Dark Reignpuis les Vengeurs de Pym
Après l'invasion des Skrulls, Norman Osborn est nommé à la tête de l’Initiative, Cassandra décide de quitter l’organisation. Elle retrouve les Young Avengers et la Vision, désormais son petit-ami officiel. Alors que le groupe a été réunit au Manoir des Vengeurs par Wiccan, Cassie et la Vision voient leurs amis transformés en statues de pierre. Ils s'aperçoivent ensuite que la Sorcière rouge transporte ces statues auprès de Henry Pym, qui monte une nouvelle équipe de Vengeurs pour combattre une menace mystique détectée par Wiccan. Cassie et la Vision décident finalement d'intégrer cette nouvelle équipe, les Vengeurs secrets (ou Vengeurs de Pym), et affrontent Chthon pour sauver la Terre. Après avoir retrouvé les Young Avengers, Cassie et Vision préfèrent ne pas parler des Vengeurs secrets. Ils continuent malgré tout d'accompagner les Vengeurs de Henry Pym dans diverses missions. Cependant, lorsque Pym envisage d’attaquer les Quatre Fantastiques pour récupérer un objet lui appartenant, Cassie ne peut affronter les anciens coéquipiers de son père et prévient donc la Femme-Invisible. Les deux groupes parviennent toutefois à trouver un accord et Cassie reste membre des Vengeurs de Henry « Hank » Pym.
Cassandra Lang découvre ensuite que la Sorcière rouge est en réalité Loki. Elle essaye de prévenir ses coéquipiers des Vengeurs secrets, mais elle est stoppée par la magie du demi-frère de Thor. Elle fait alors appel aux Young Avengers, ainsi que Ronin (Clint Barton), qui parviennent à stopper les agissements de Loki.
Toujours avec les Vengeurs de Pym, Cassie combat l’ancien souverain des Inhumains appelé l’Innommable, puis l’Homme-absorbant. Elle rejoint ensuite Steve Rogers pour soutenir Thor car Norman Osborn et ses troupes attaquent Asgard. Avec les Vengeurs, elle empêche les Thunderbolts de voler la lance d’Odin. Après la chute d’Osborn, Hank Pym dissous son équipe. Cassie est alors uniquement membre des Young Avengers.

### Autres versions

#### MC2
Dans l'univers alternatif Marvel Comics 2 (MC2) (en), Cassandra Lang est un médecin et est surnommée Stinger au sein de l'équipe de super-héros des A-Next (en), la version MC2 des Vengeurs. Elle est la plus âgée de l'équipe. Elle possède ses pouvoirs grâce à des inventions de Henry Pym.
Cassandra se fera torturer par Red Queen, de son vrai nom Hope Pym, la fille de Henry Pym et Janet Van Dyne. Hope et son frère jumeau Henry Jr. voulaient s'attaquer aux A-Next pour venger la mémoire de leurs parents.

#### Marvel Fairy Tales
Dans le volume 3 de Avengers Fairy Tales, Cassie est présentée comme Alice de Les Aventures d'Alice au pays des merveilles de Lewis Carroll. Elle rencontre des versions « pays des merveilles » des Young Avengers, ainsi que son père Scott Lang et Tigra. Ses émotions font qu'elle grandit beaucoup et cela échappe à son contrôle.

#### What If?
Dans l'histoire What If Iron Man Lost the Armor Wars de la série What If?, Justin Hammer enlève Cassie pour forcer son père Scott Lang à trahir son ami Tony Stark.
Dans What If Civil War Ended Differently (« et si la guerre civile s'était fini différemment »), Cassie fait partie des premiers super-héros tués par les Sentinelles lancées par le gouvernement américain.

#### Ultimate Marvel
Dans l’Ultimate Universe, Cassie est nommée Giant-Woman, puis Stature.

## Pouvoirs et capacités
Cassandra, alias Stature, peut augmenter sa taille selon sa volonté, notamment grâce aux particules Pym. Cela fortifie notamment ses tissus cellulaires, ses os et ses muscles. Elle acquiert par ailleurs une force surhumaine, proportionnelle à sa nouvelle taille. En rejetant de la matière de son corps, elle peut réduire sa taille jusqu’à environ 1,5 centimètre. Sa taille maximale n’a pas été déterminée. Cependant, Cassie ne possède pas de contrôle total sur ses pouvoirs : ses émotions, principalement la colère, perturbent sa taille. Elle doit ainsi se concentrer fortement pour retrouver sa taille normale.

## Apparitions dans d'autres médias

### Cinéma
Interprétée par Abby Ryder Fortson dans l'univers cinématographique Marvel
- 2015 : Ant-Man réalisé par Peyton Reed. Elle y est présentée comme une enfant de huit ans et, contrairement aux comics, il n'est pas fait mention de ses problèmes cardiaques. Son père Scott Lang a passé plusieurs années en prison à la suite d'un cambriolage. Cassie vit donc avec sa mère et son beau-père Jim Paxton (au lieu de Blake Burdick dans les comics). À sa sortie de prison, Scott peine à trouver un travail qui lui permettrait d'avoir son droit de garde. Il rencontre finalement Henry « Hank » Pym et devient le nouveau Ant-Man. Scott et Pym tentent de déjouer les plans de Darren Cross, qui a développé l'armure Yellowjacket d'après les travaux de Hank Pym. Cross débarque alors dans la maison et enlève Cassie dans sa chambre. Elle sera finalement sauvée par son père.
- 2018 : Ant-Man et la Guêpe réalisé par Peyton Reed.

Interprétée par Emma Fuhrmann dans l'univers cinématographique Marvel
- 2019 : Avengers: Endgame réalisé par les frères Anthony et Joe Russo.

Interprétée par Kathryn Newton dans l'univers cinématographique Marvel
- 2023 : Ant-Man and the Wasp: Quantumania réalisé par Peyton Reed.

### Télévision
En 2012, Cassandra Lang apparait dans l'épisode 5 de la saison 2 de la série d'animation Avengers : L'Équipe des super-héros. Elle est enlevée par William Cross, qui cherche à atteindre son père Scott. Hank Pym, Luke Cage et Iron Fist aident Scott à sauver Cassie et vainquent Cross.